# William Liley
Sir Albert William (“Bill”) Liley KCMG (* 12. März 1929 in Auckland; † 15. Juni 1983 ebenda) war ein neuseeländischer Gynäkologe und Geburtshelfer.

## Leben und Wirken
Albert William Liley, der sich selbst lieber Bill Liley nannte, wurde 1929 in Auckland geboren. Er besuchte die Royal Oak Primary School, später die Auckland Grammar School.
Liley erhielt 1947 das University National Scholarschip und schrieb sich an den Universitäten von Auckland und Otago ein. Aufgrund seiner guten Leistungen erhielt er 1950 ein weiterführendes Stipendium. Er schloss sein Studium in Dunedin 1954 ab und gewann ein Folgestipendium. Dann ging er jedoch an die Australian National University, wo er Forschungen auf dem Gebiet der Physiologie betrieb, insbesondere zu verschiedenen Aspekten der synaptischen Transmission. Später ging er als Sandoz Research Fellow zurück nach Auckland. 1968 wurde Liley auf den Lehrstuhl für Gynäkologie und Geburtshilfe der Universität Auckland berufen. Hier widmete er sich den Problemen ungeborener und neugeborener Kinder, insbesondere dem Morbus haemolyticus neonatorum, der zu dieser Zeit mit einer Mortalität einherging. William Liley gilt als erster Arzt, der den Fetus als Patienten behandelt hat. Er entwickelte die Technik der intrauterinen Bluttransfusion für Feten, die noch zu jung waren, um außerhalb der Gebärmutter überleben zu können. Der erste erfolgreiche Eingriff gelang ihm 1963.
Liley gründete 1971 die Society for the Protection of the Unborn Child (heute Voice for Life) und war deren erster Präsident. 1977 erschien eine Serie von Interviews mit Liley und Jérôme Lejeune mit dem Titel The Tiniest Humans.
1983 beging William Liley im Alter von 54 Jahren Suizid. Er hinterließ seine Frau Margaret Liley, geborene Hunt, die er an der Universität kennengelernt und 1953 geheiratet hatte, fünf leibliche Kinder und ein Adoptivkind.

## Schriften (Auswahl)
- Liley A W: Liquor amnii analysis in the management of the pregnancy complicated by rhesus sensitization. American Journal of Obstetrics and Gynecology 82 (1961), 1359–70
- Liley A W: Intrauterine transfusion of foetus in haemolytic disease. British Medical Journal ii (1963), 1107–9

## Ehrungen
- Knight Commander des Order of St. Michael and St. George durch Elisabeth II. (1972)
- Royal Society of New Zealand
- 1958 Research fellowship des Medical Research Council of New Zealand
- 1972 bis 1978 Mitglied des Medical Research Council of New Zealand
- 1973 bis 1978 Vorsitzender des South pacific Health Committee
- Fellow of the American College of Obstetricians and Gynecologists
- Fellow of the Royal College of Obstetricians and Gynaecologists
- Mitglied der Päpstlichen Akademie der Wissenschaften (obwohl Atheist)
- ab 1968 Mitglied des WHO Expert Advisory Panel on maternal and child health

Die internationale wissenschaftliche Gesellschaft The Fetus as a Patient verleiht seit 1997 die William Liley Medaille für Fortschritte in der Schwangerschaftstherapie. Das Health Research Council of New Zealand verleiht ebenfalls eine Liley Medaille für hervorragende Leistungen auf dem Gebiet der Medizin und des Gesundheitswesens.